# Nikolái Chuprina
Nikolái Nikoláyevich Chuprina –en ruso, Николай Николаевич Чуприна; en ucraniano, Микола Миколайович Чуприна, Mykola Mykolayovych Chupryna– (Kiev, URSS, 4 de junio de 1962) es un deportista ucraniano que compitió para la URSS en remo.
Ganó cinco medallas en el Campeonato Mundial de Remo entre los años 1985 y 1994.
Participó en dos Juegos Olímpicos de Verano, ocupando el séptimo lugar en Barcelona 1992 y el séptimo en Atlanta 1996, en la prueba de cuatro scull.

## Palmarés internacional
| Representando a la URSS |                               |                  |              |
| Campeonato Mundial      |                               |                  |              |
| Año                     | Lugar                         | Medalla          | Prueba       |
| 1985                    | Malinas (Bélgica)             | Medalla de plata | Doble scull  |
| 1990                    | Tasmania (Australia)          | Medalla de oro   | Cuatro scull |
| 1991                    | Viena (Austria)               | Medalla de oro   | Cuatro scull |
| Representando a Ucrania |                               |                  |              |
| Campeonato Mundial      |                               |                  |              |
| Año                     | Lugar                         | Medalla          | Prueba       |
| 1993                    | Račice (República Checa)      | Medalla de plata | Cuatro scull |
| 1994                    | Indianápolis (Estados Unidos) | Medalla de plata | Cuatro scull |